# ビッグクラブ
ビッグクラブ（英: Big Club) 、もしくはメガクラブ（英: Mega Club）とは、参加するコンペティションや選手の移籍市場において大きな影響力を持つサッカークラブを指す用語。ビッグクラブと呼ばれるチームは、主に「人気、実力、実績、歴史、資金」を兼ね備えている場合が殆どである。
対義語としては、地方都市のクラブを意味するプロビンチャーレがある。また、日本でも世界においてもサッカー界で特によく使われる言葉であるため、本項目ではサッカー界における使用についてのみ記述する。

## 概要
サッカーの世界で使用されるビッグクラブという言葉には、一応の定義を与えることが可能である。一般的には「クラブの歴史や伝統の長さ、選手の移籍市場における交渉力、タイトルを獲得した回数の多さ、安定的な経営に不可欠なチケットやグッズの販売による収益の規模、収益の基盤となる人気や知名度」といった条件を満たすクラブを指すとされる。
しかし、これらの要素の評価は相対的な評価の域を出ず、ビッグクラブの語を用いる個人の価値判断を排除することは困難である。また、ビッグクラブは同一リーグ内の強豪を指す場合から、世界的な実力を持つ強豪を指す場合にまで幅広く使用されるため、ビッグクラブの運用や解釈においては、クラブを評価するコンペティションの種類や、比較対象となるクラブの範囲に注意すべきであるとされる。

## 欧州におけるビッグクラブ
ヨーロッパのサッカーの世界においては、ジャーナリズムや選手のインタビューなどでビッグクラブという言葉がしばしば用いられる。2015年の夏にディ・マリアが、マンチェスター・ユナイテッドからパリ・サンジェルマンに移籍した際に、同クラブに当時所属していたチアゴ・シウバは「パリ・サンジェルマンもビッグクラブの一つだと認識してもらう必要がある。自分達は昨シーズン、イングランドのチームよりもヨーロッパで良い成績を残した」と語った。
また同年10月には、ノリッジ・シティにマンチェスター・シティが敗れた際、同クラブ所属のヤヤ・トゥーレは「僕たちは、ビッグクラブになるためにはビッグイヤーという重要なトロフィーを獲得して、ヨーロッパの舞台で存在感を見せつけなくてはならないと分かっているし、それが出来れば偉大なクラブになれるだろうね」とコメントしている。また、元マンチェスター・ユナイテッドのガリー・ネヴィルが、同年12月にバレンシアの監督に就任した際には、「ガリー・ネヴィルがビッグクラブの監督に就任した」との報道がなされた。

### 旧G-14とメガクラブ
欧州サッカー連盟（UEFA）の主要各国に在籍するクラブのうち、"旧G-14"に属していたクラブを中心とした一定のクラブが、ビッグクラブの代表格に挙げられる。なかでも『レアル・マドリード、バルセロナ、バイエルン・ミュンヘン、ユヴェントス、リヴァプール、マンチェスター・ユナイテッド』といった、旧G-14の時代から一定の成績と人気、経営基盤を維持してきた幾つかのクラブは、その国際的な人気や影響力から『メガクラブ』と呼ばれることも多い。

## 日本におけるビッグクラブ

### ビッグクラブの不在
日本ではJリーグ発足後、優勝チームが目まぐるしく変わる状況であるため、ビッグクラブの呼称に相応しいクラブは、現時点では存在しないといわれている。

### 肯定論と否定論
ビッグクラブの存在については、「積極的にビッグクラブを育成するべきである」という肯定論と「ビッグクラブは不要」とする否定論があり、識者の間でも度々論争の種となっている。
元サッカー日本代表の福田正博は「資金力でJクラブと、他のアジアのクラブとで大きな差がある」として、中国スーパーリーグやタイ・リーグなどのアジア大陸・東南アジア・中東のクラブで、豊富な資金や財源を活かして主力級選手を世界各地から獲得していることを上げており、「Jリーグがアジアで存在感を示せず、下に見られてしまうのは決していいことではない。AFCチャンピオンズリーグでJのクラブが勝てないのではなく、見方を変えればJリーグに強いクラブがないことの証左である」と警告している。
そのうえで「Jクラブが常にACLで優勝争いをし、FIFAクラブワールドカップ出場を目指すというのであれば、もっと資金力や競争力をつけないといけない。ACLで中国スーパーリーグ、Kリーグ、中東各国のリーグのクラブと互角以上に渡り合い、かつクラブW杯でヨーロッパや南米のクラブと肉薄するためには、Jリーグで中心になるビッグクラブの存在が必要である」としている。
一方で「ビッグクラブが存在する環境では、国内リーグの優勝争いが事実上ビッグクラブに限定されてしまい、それ以外のクラブのサポーターが不満を抱えるほか、リーグ全体としても面白さを殺ぐ」として、極力ビッグクラブが存在しないようにすることが望ましいとする「ビッグクラブ不要論」も存在する。
このような不要論が出る理由としては、特定のビッグクラブの突出を比較的許容する欧州型のスポーツに対し、米国ではクラブ間の戦力が極力均衡するような、ドラフト会議やサラリーキャップなどのシステムが運用されるプロリーグが多く、日本においては「欧州型と米国型」両方のスポーツ文化が混在していることが背景にあるとの指摘がある。
また、Jリーグ百年構想の掲げる「地域密着」という理念を重視する立場からは「ビッグクラブの存在を否定はしないが、特定のスポンサー・企業色の強いビッグクラブ（例：Jリーグ発足当初のヴェルディ川崎）は不要である」として、ビッグクラブの成立に条件をつける意見もある。